# 虹口菜场
虹口菜场（英語：HongKew Market），因其地理位置又被称为三角地菜场，是上海市最早的菜市场。其位于虹口区三角地一带即塘沽路、汉阳路、峨嵋路三条马路围合，形成一块占地约10亩的三角形地块，而该地块西端顶点亦同时与吴淞路相交。

## 前身
19世纪末期，上海公共租界工部局在苏州河以北的虹口地区逐渐开辟了若干条马路。其中，文监师路（今塘沽路）逐渐从东向西延伸，吴淞路和密勒路（今峨嵋路）从南向北延伸，汉璧礼路（今汉阳路）从西向东延伸，这四条马路在此相交，形成的一块占地约10亩的三角形地块，人称「三角地」；而又由于另一条汉阳路拦腰进入，因此这里形成了五路交汇的「五角场」。
该三角形地块最初由英国人开辟游艺场；但由于时常发生伤人事故，而被工部局勒令停业。随后，逐渐这块空置土地演变为露天菜场。

## 历程

### 室内菜场的建立
由于租界当局受露天菜场启发，于是在1890年（光绪二十六年），工部局在「三角地」搭建了一个砖木结构室内菜场，此为上海当时第一个菜市场——虹口菜场，俗称「三角地小菜场」。菜场于文监师路（今塘沽路）对开方向建有一个小亭子，中部还设有天棚，以便于采光通风。菜场的内部被分成一格一格的空间，出租给卖菜者设摊。租客除交纳摊位费外还要纳税、缴管理费用，这与现在流行的超市、大卖场的管理模式，可说是大同小异。
1890年，工部局在此兴建砖木结构室内菜场——虹口菜场。这是上海第一个室内菜场。由于生意兴隆，1915年，又由工部局改建为钢筋混凝土结构的三层建筑，为上海最大的菜市场。三个楼面分别经营蔬菜、鱼肉及小吃点心。商贩国籍则包括中国、日本、俄国等。「三角地」亦成为上海著名地名。

### 旧建筑物的拆除與重建
20世纪初，旅沪日侨人数激增，虹口南部的三角地周围一带及北部的虹口公园一带为其主要聚居地。

由于在闹市，小菜场生意格外兴隆。到了1915年，砖木结构的室内菜场已不敷使用，租界当局遂拆除旧屋，改建为钢筋混凝土结构建筑。

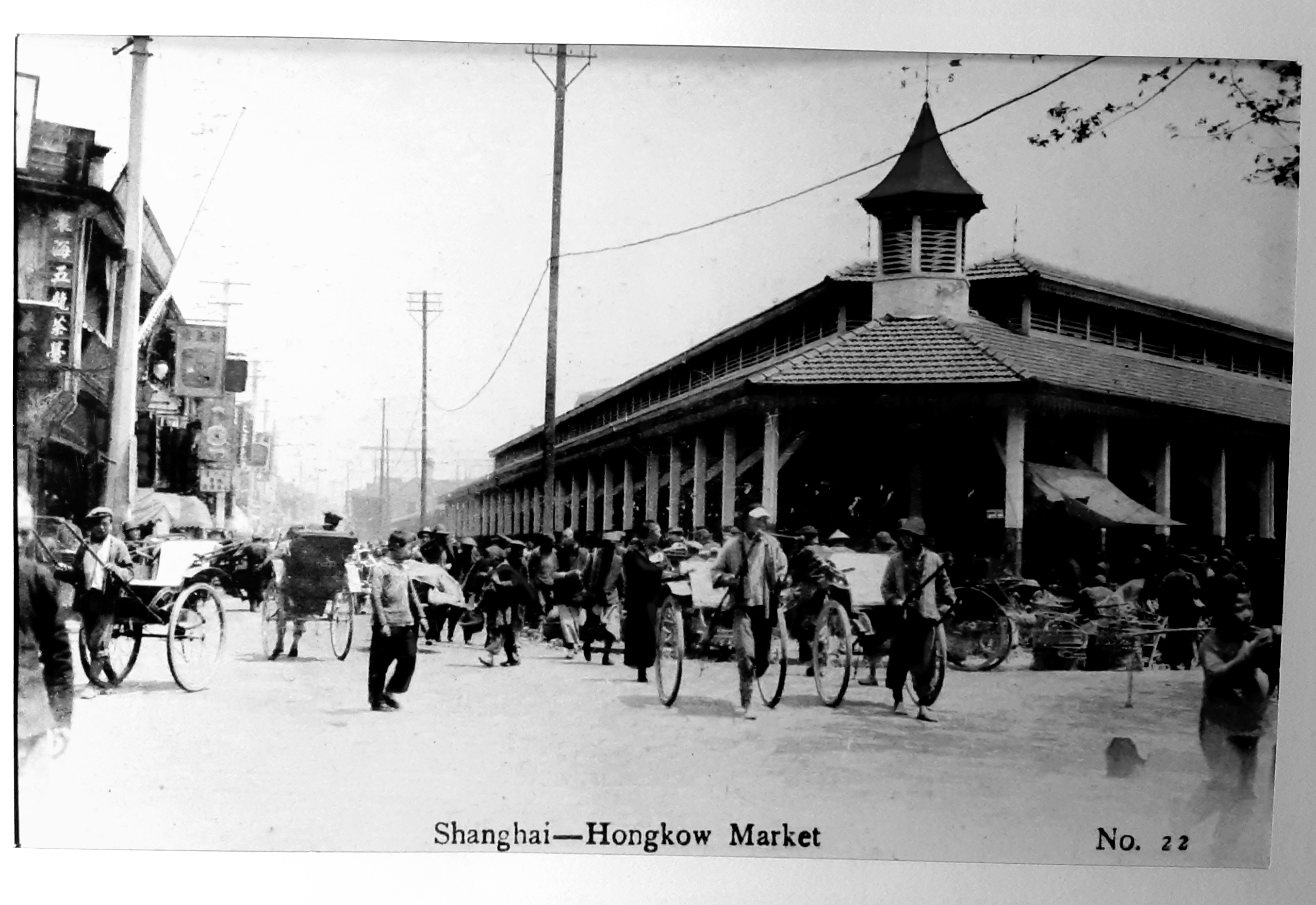
虹口菜场

新建的三角地菜场为三层，双层楼梯上下——底层主要为蔬菜市场；二层销售鱼肉类副食品及罐头食品，还有农副产品；三层为各种小吃点心店。最多时，各式摊位达1500多。該菜場不仅有国人的摊位，还有日本、俄罗斯等国的商贩。在相当长的一段时期里，三角地菜场始终是上海占地面积最大，经营品种最全，服务设施到位的室内菜市场，「三角地」亦成为上海著名地名和菜市场的代名词。
而当时，三角地菜场的经营品种口号是：「蔬菜品种齐，糟、醉、腌、腊、风，青、草、花、白、鲤样样有。」亦有文人在《沪江商业市景词》里这样来描述三角地菜场：「造成西式大楼房，聚作洋场作卖场。蔬果荤腥分位置，双梯上下万人忙。」

### 战争期间
两次淞沪战争后，日本势力已在虹口坐大，在三角地小菜场的周围，渐渐形成了一片东至百老汇路（今大名路）、南至武昌路、西至北四川路（今四川北路）、北至武进路的「日本化」街区，人称「小东京」。
太平洋战争爆发以后，日军占领了公共租界，菜场被强行改名为「麦盖岛」（的日文译音）。抗战胜利后，又恢复叫「三角地菜场」。

### 中華人民共和國时期

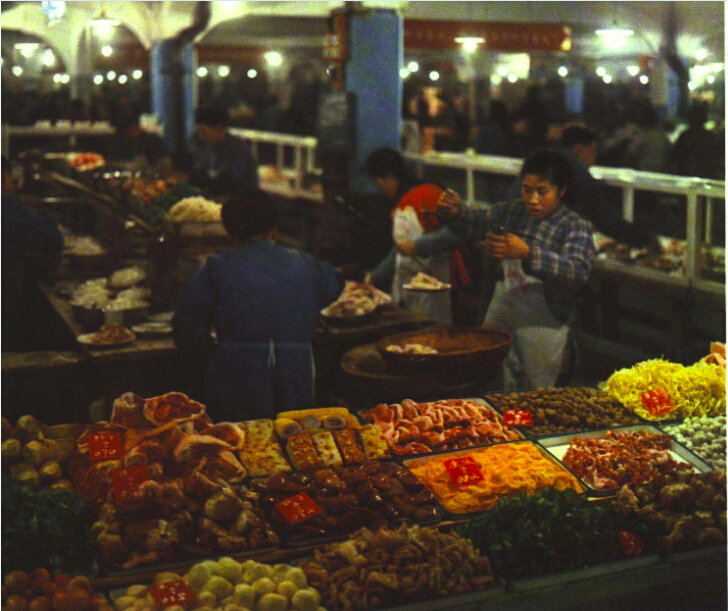
1966年的三角地菜场

上海戰役后，依然是上海最大的室内菜场，排在上海四大菜场之首。据悉，三角地一天销售的蔬菜副食品总量达到40来吨。
政府将「在菜场设摊的商贩按行业」并为小组；二层花木、竹器等业务划归有关行业经营，各类荤素副食品摊位逐步迁至底层。二层部分移作办公和生活用房，部分划出为一家玩具厂使用。三层改成招待所、学校和该场宿舍。

### 改革開放後
三角地菜场於1979年、1983年受到中华人民共和国国务院和中國商務部的嘉奖。1986年被评为上海市文明单位。1987年获国家五一劳动奖状。1992年被评为全国先进企业，1993年内贸部认证为「中华老字号」企业。上世纪九十年代后期「三角地菜场」被拆除，现为40层高的宝钢旗下的宝矿国际大厦，底层仍为「三角地菜场」。
现如今有2010年5月11日成立的上海三角地菜市场经营管理有限公司，负责虹口区的小菜场。2023年11月，商务部等5部门公布“中华老字号”复核结果，上海三角地菜场通过复核。

## 文学意义
1979年9月22日的《人民日报》上曾有一篇文章专门介绍了上海虹口区三角地菜场：「这个菜场的营业时间是早晨四时半到深夜十二时，分早市、中市、夜市，早市最热闹。早晨五时，街道还静悄悄的，菜场里已经熙熙攘攘了。」
林微音曾写过一篇《虹口小菜场》，描写了当年三角地菜场的热闹和繁荣：「蔬菜的种类是最复杂的，只就萝卜一项说，就有红的、黄的、白的、绿的、蓝的、紫的等颜色不一的种类。」荤腥同样丰富，有鸡鸭猪牛鱼羊，还有野鸡野鸭等野味。豆制品不仅有中国的豆腐和百叶，还有「用绿纸一块块包起来的」日本豆腐，从日本直接进口的各种海鲜。菜场里还多种经营，卖中国面包、俄罗斯面包，还有杂货，还有鲜花……菜场的顾客中以中国人居多，还有「西洋的主妇和日本的厨女」；顾客的主力是个人，当然还有万国商团这样的团购大户。作家写到了在三楼用餐的人：「他的篮和他的秤搁在他所坐的长凳的一端，而在他的前面是四两五加皮和一碟炒年糕，这既可作为下酒的菜，又是一天的最早的，而且是最舒适的一餐。在他刚才起身的时候，亦许他抱怨过人生的无味，那样天还没有亮就起身，可是到了这时，他又会觉得人生不是全然没有意义的。」